# Departamento de Iquique
El departamento de Iquique es una antigua división territorial de Chile, que pertenecía a la provincia de Tarapacá. La cabecera del departamento fue Iquique. Anteriormente su nombre era departamento de Tarapacá.

## Límites
El Departamento de Iquique limitaba:
- al norte con el departamento de Pisagua.
- al oeste con el Océano Pacífico
- al sur con el departamento de Tocopilla y el departamento de El Loa.
- Al este con la cordillera de Los Andes

## Administración
La administración estuvo en Iquique, que era sede de la Intendencia Provincial de Tarapacá.

## Comunas y subdelegaciones (1927)
Con el DFL 8583 del 30 de diciembre de 1927 se crean las comunas y subdelegaciones con los siguientes territorios:
- Iquique.- Comprenderá las antiguas subdelegaciones: 1.a, Ferrocarril; 2.a, Aduana; 3.a, Santa María; 4.a, Cavancha; 5.a Guantajaya, y 10.a, Guaneras.
- Huara.- Comprenderá las antiguas subdelegaciones: 6.a, Caleta Buena, y 11.a, Tarapacá, y el distrito 3.° Huara, de la antigua subdelegación 7.a, Pozo Almonte.
- Pozo Almonte.- Comprenderá las antiguas subdelegaciones 8.a, Noria; 12.a, Pica; y los distritos 1.°, Tirana, y 2.°, Pozo Almonte, de la antigua subdelegación 7.a, Pozo Almonte.
- Lagunas.- Comprenderá las antiguas subdelegaciones: 9.a, Salitreras del Sur, y 13.a, Challacollo.
- Las comunas de Iquique, Huara, Pozo Almonte y Lagunas, formarán una sola agrupación municipal, cuya cabecera será la ciudad de Iquique.